# Robert Pirès
Robert Emmanuel Pirès (Reims, 29 ottobre 1973) è un ex calciatore francese, di ruolo centrocampista o attaccante.

## Biografia
Nasce a Reims da padre portoghese, originario di Ponte de Lima, e madre spagnola asturiana.

## Caratteristiche tecniche
Attaccante ad inizio carriera (prolifica la coppia che formò con Cyrille Pouget ai tempi del Metz), Pirès arretrò il proprio raggio d'azione dopo essere passato all'Olympique Marsiglia (1998), divenendo un trequartista. Durante il periodo con l'Arsenal agì prettamente da esterno sinistro in un centrocampo a quattro, posizione dalla quale era solito partire per poi accentrarsi tagliando il campo. Poteva giocare anche da ala. Era bravo a fornire assist oltre che nei tiri dalla distanza.

## Carriera

### Club
Esordisce nel circuito professionistico con la maglia del Metz, squadra con cui vince la Coppa di Lega francese nel 1996. Il 15 agosto del 1997 realizza la sua prima marcatura stagionale contro lo Châteauroux (1-2). A fine stagione vanta 17 reti in 41 incontri tra campionato, coppa nazionale e Coppa UEFA.
Le ottime prestazioni muovono l'interesse dell'Olympique Marsiglia, che lo acquista nel 1998.
Dopo due anni arriva il trasferimento in Inghilterra all'Arsenal. In sei anni a Londra Pirès fornisce ottime prestazioni, portando i Gunners alla vittoria di due campionati inglesi (2001-2002 e 2003-2004) e di tre FA Cup (2002, 2003, 2005).
Alla scadenza del suo contratto, il 25 maggio 2006 si trasferisce gratuitamente in Spagna nel Villarreal. La sua carriera spagnola viene però interrotta da un grave infortunio ai legamenti crociati, che gli fa perdere tutta la stagione 2006-2007.
Rimasto svincolato dal 30 giugno 2010, il 18 novembre dello stesso anno ha firmato un contratto fino al termine della stagione con l'Aston Villa. Tre giorni dopo, ha esordito in campionato con la nuova squadra, sostituendo Stephen Ireland nella sconfitta per due a zero in casa del Blackburn Rovers. Per fargli riacquistare il ritmo partita, è stato impiegato dall'allenatore della squadra riserve dell'Aston Villa, Kevin MacDonald, nella partita contro il West Bromwich Albion: assieme a lui è stato schierato il rientrante dall'infortunio John Carew.
A fine stagione, il contratto non gli viene rinnovato, e si svincola dall'Aston Villa.
Il 2 settembre 2014 firma con gli indiani del Goa.
Segna il suo primo gol nella competizione su calcio di rigore il 13 novembre 2014 nella partita vinta per 4-1 contro il Delhi Dynamos.

### Nazionale
In campo internazionale Pirès ha fatto parte della Nazionale francese che ha conquistato il campionato del mondo 1998 e il campionato d'Europa 2000. Con la maglia della Nazionale ha totalizzato 79 presenze firmando 14 goal.
Curiosamente, è stato al centro di una controversa dichiarazione del commissario tecnico della nazionale transalpina Raymond Domenech che, appassionato di astrologia, non avrebbe riposto fiducia nel calciatore non solo per scelte tecniche ma anche per il fatto che fosse nato sotto il segno dello scorpione.

## Dopo il ritiro
Nel marzo 2019 viene scelto come ambasciatore per l’Europeo 2020.

## Statistiche

### Presenze e reti nei club
Statistiche aggiornate al termine della carriera da calciatore.
| Stagione         | Squadra          | Campionato       | Campionato | Campionato | Coppe nazionali | Coppe nazionali | Coppe nazionali | Coppe continentali | Coppe continentali | Coppe continentali | Altre coppe | Altre coppe | Altre coppe | Totale | Totale |
| Stagione         | Squadra          | Comp             | Pres       | Reti       | Comp            | Pres            | Reti            | Comp               | Pres               | Reti               | Comp        | Pres        | Reti        | Pres   | Reti   |
| ---------------- | ---------------- | ---------------- | ---------- | ---------- | --------------- | --------------- | --------------- | ------------------ | ------------------ | ------------------ | ----------- | ----------- | ----------- | ------ | ------ |
| 1990-1991        | Reims 2          | D3               | ?          | ?          | -               | -               | -               | -                  | -                  | -                  | -           | -           | -           | ?      | ?      |
| 1991-1992        | Reims            | D3               | 5          | 2          | CF              | ?               | ?               | -                  | -                  | -                  | -           | -           | -           | 5      | 2      |
| 1992-1993        | Metz 2           | D3               | 23         | 5          | -               | -               | -               | -                  | -                  | -                  | -           | -           | -           | 23     | 5      |
| 1992-1993        | Metz             | D1               | 2          | 0          | CF              | 0               | 0               | -                  | -                  | -                  | -           | -           | -           | 2      | 0      |
| 1993-1994        | Metz             | D1               | 24         | 1          | CF              | 1               | 0               | -                  | -                  | -                  | -           | -           | -           | 25     | 1      |
| 1994-1995        | Metz             | D1               | 35         | 9          | CF+CdL          | 5+1             | 0               | -                  | -                  | -                  | -           | -           | -           | 41     | 9      |
| 1995-1996        | Metz             | D1               | 38         | 11         | CF+CdL          | 2+5             | 1+1             | Int                | 4                  | 0                  | -           | -           | -           | 49     | 13     |
| 1996-1997        | Metz             | D1               | 32         | 11         | CF+CdL          | 1+2             | 1+0             | CU                 | 6                  | 0                  | -           | -           | -           | 41     | 12     |
| 1997-1998        | Metz             | D1               | 31         | 11         | CF+CdL          | 3+3             | 0+2             | CU                 | 3                  | 0                  | -           | -           | -           | 40     | 13     |
| Totale Metz      | Totale Metz      | Totale Metz      | 162        | 43         |                 | 23+             | 5+              |                    | 13                 | 0                  |             | -           | -           | 198+   | 48+    |
| 1998-1999        | Marsiglia        | D1               | 34         | 6          | CF+CdL          | 1+1             | 0               | CU                 | 11                 | 3                  | -           | -           | -           | 47     | 9      |
| 1999-2000        | Marsiglia        | D1               | 32         | 2          | CF+CdL          | 2+1             | 1+0             | UCL                | 11                 | 2                  | -           | -           | -           | 46     | 5      |
| Totale Marsiglia | Totale Marsiglia | Totale Marsiglia | 66         | 8          |                 | 5               | 1               |                    | 22                 | 5                  |             | -           | -           | 93     | 14     |
| 2000-2001        | Arsenal          | PL               | 33         | 4          | FACup+CdL       | 6+0             | 3+0             | UCL                | 12                 | 1                  | -           | -           | -           | 51     | 8      |
| 2001-2002        | Arsenal          | PL               | 28         | 9          | FACup+CdL       | 5+0             | 1+0             | UCL                | 12                 | 3                  | -           | -           | -           | 45     | 13     |
| 2002-2003        | Arsenal          | PL               | 26         | 14         | FACup+CdL       | 6+1             | 1+1             | UCL                | 9                  | 0                  | CS          | 0           | 0           | 42     | 16     |
| 2003-2004        | Arsenal          | PL               | 36         | 14         | FACup+CdL       | 4+0             | 1+0             | UCL                | 10                 | 4                  | CS          | 1           | 0           | 51     | 19     |
| 2004-2005        | Arsenal          | PL               | 33         | 14         | FACup+CdL       | 6+0             | 2+0             | UCL                | 8                  | 1                  | -           | -           | -           | 47     | 17     |
| 2005-2006        | Arsenal          | PL               | 33         | 7          | FACup+CdL       | 1+1             | 2+0             | UCL                | 12                 | 2                  | CS          | 1           | 0           | 48     | 11     |
| Totale Arsenal   | Totale Arsenal   | Totale Arsenal   | 189        | 62         |                 | 30              | 11              |                    | 63                 | 11                 |             | 2           | 0           | 284    | 84     |
| 2006-2007        | Villareal        | PD               | 11         | 3          | CR              | 0               | 0               | Int                | 2                  | 0                  | -           | -           | -           | 13     | 3      |
| 2007-2008        | Villareal        | PD               | 32         | 3          | CR              | 5               | 1               | CU                 | 2                  | 0                  | -           | -           | -           | 39     | 4      |
| 2008-2009        | Villareal        | PD               | 32         | 3          | CR              | 0               | 0               | UCL                | 8                  | 1                  | -           | -           | -           | 40     | 4      |
| 2009-2010        | Villareal        | PD               | 28         | 4          | CR              | 2               | 1               | UEL                | 7                  | 2                  | -           | -           | -           | 37     | 7      |
| Totale Villareal | Totale Villareal | Totale Villareal | 103        | 13         |                 | 7               | 2               |                    | 19                 | 3                  |             | -           | -           | 129    | 18     |
| 2010-2011        | Aston Villa      | PL               | 9          | 0          | FACup+CdL       | 2+1             | 1+0             | -                  | -                  | -                  | -           | -           | -           | 12     | 1      |
| 2014             | Goa              | SL               | 8          | 1          | -               | -               |                 | -                  | -                  | -                  | -           | -           | -           | 8      | 1      |
| Totale carriera  | Totale carriera  | Totale carriera  | 565+       | 134+       |                 | 68+             | 19+             |                    | 117                | 20                 |             | 2           | 0           | 753+   | 173+   |

### Cronologia presenze e reti in nazionale
| Cronologia completa delle presenze e delle reti in nazionale ― Francia | Cronologia completa delle presenze e delle reti in nazionale ― Francia | Cronologia completa delle presenze e delle reti in nazionale ― Francia | Cronologia completa delle presenze e delle reti in nazionale ― Francia | Cronologia completa delle presenze e delle reti in nazionale ― Francia | Cronologia completa delle presenze e delle reti in nazionale ― Francia | Cronologia completa delle presenze e delle reti in nazionale ― Francia | Cronologia completa delle presenze e delle reti in nazionale ― Francia |
| Data                                                                   | Città                                                                  | In casa                                                                | Risultato                                                              | Ospiti                                                                 | Competizione                                                           | Reti                                                                   | Note                                                                   |
| ---------------------------------------------------------------------- | ---------------------------------------------------------------------- | ---------------------------------------------------------------------- | ---------------------------------------------------------------------- | ---------------------------------------------------------------------- | ---------------------------------------------------------------------- | ---------------------------------------------------------------------- | ---------------------------------------------------------------------- |
| 31-8-1996                                                              | Parigi                                                                 | Francia                                                                | 2 – 0                                                                  | Messico                                                                | Amichevole                                                             | -                                                                      | 46’                                                                    |
| 9-10-1996                                                              | Parigi                                                                 | Francia                                                                | 4 – 0                                                                  | Turchia                                                                | Amichevole                                                             | 1                                                                      | 72’                                                                    |
| 9-11-1996                                                              | Copenaghen                                                             | Danimarca                                                              | 1 – 0                                                                  | Francia                                                                | Amichevole                                                             | -                                                                      | 46’                                                                    |
| 22-1-1997                                                              | Braga                                                                  | Portogallo                                                             | 0 – 2                                                                  | Francia                                                                | Amichevole                                                             | -                                                                      | 79’                                                                    |
| 26-2-1997                                                              | Parigi                                                                 | Francia                                                                | 2 – 1                                                                  | Paesi Bassi                                                            | Amichevole                                                             | 1                                                                      | 33’                                                                    |
| 3-6-1997                                                               | Lione                                                                  | Francia                                                                | 1 – 1                                                                  | Brasile                                                                | Torneo di Francia                                                      | -                                                                      | 46’                                                                    |
| 11-10-1997                                                             | Lens                                                                   | Francia                                                                | 2 – 1                                                                  | Sudafrica                                                              | Amichevole                                                             | -                                                                      | 46’                                                                    |
| 28-1-1998                                                              | Saint-Denis                                                            | Francia                                                                | 1 – 0                                                                  | Spagna                                                                 | Amichevole                                                             | -                                                                      | 62’                                                                    |
| 25-2-1998                                                              | Marsiglia                                                              | Francia                                                                | 3 – 3                                                                  | Norvegia                                                               | Amichevole                                                             | -                                                                      |                                                                        |
| 25-3-1998                                                              | Mosca                                                                  | Russia                                                                 | 1 – 0                                                                  | Francia                                                                | Amichevole                                                             | -                                                                      | 74’                                                                    |
| 22-4-1998                                                              | Solna                                                                  | Svezia                                                                 | 0 – 0                                                                  | Francia                                                                | Amichevole                                                             | -                                                                      | 46’                                                                    |
| 27-5-1998                                                              | Casablanca                                                             | Belgio                                                                 | 0 – 1                                                                  | Francia                                                                | Amichevole                                                             | -                                                                      | 61’                                                                    |
| 29-5-1998                                                              | Casablanca                                                             | Marocco                                                                | 2 – 2                                                                  | Francia                                                                | Amichevole                                                             | -                                                                      | 76’                                                                    |
| 5-6-1998                                                               | Helsinki                                                               | Finlandia                                                              | 0 – 1                                                                  | Francia                                                                | Amichevole                                                             | -                                                                      | 89’                                                                    |
| 18-6-1998                                                              | Marsiglia                                                              | Francia                                                                | 4 – 0                                                                  | Arabia Saudita                                                         | Mondiali 1998 - 1º turno                                               | -                                                                      | 78’                                                                    |
| 24-6-1998                                                              | Lione                                                                  | Danimarca                                                              | 1 – 2                                                                  | Francia                                                                | Mondiali 1998 - 1º turno                                               | -                                                                      | 72’                                                                    |
| 28-6-1998                                                              | Lens                                                                   | Francia                                                                | 1 – 0 gg                                                               | Paraguay                                                               | Mondiali 1998 - Ottavi di finale                                       | -                                                                      | 65’                                                                    |
| 19-8-1998                                                              | Vienna                                                                 | Austria                                                                | 2 – 2                                                                  | Francia                                                                | Amichevole                                                             | -                                                                      | 65’                                                                    |
| 5-9-1998                                                               | Reykjavík                                                              | Islanda                                                                | 1 – 1                                                                  | Francia                                                                | Qual. Euro 2000                                                        | -                                                                      |                                                                        |
| 10-10-1998                                                             | Mosca                                                                  | Russia                                                                 | 2 – 3                                                                  | Francia                                                                | Qual. Euro 2000                                                        | 1                                                                      |                                                                        |
| 14-10-1998                                                             | Saint-Denis                                                            | Francia                                                                | 2 – 0                                                                  | Andorra                                                                | Qual. Euro 2000                                                        | -                                                                      | 71’                                                                    |
| 20-1-1999                                                              | Marsiglia                                                              | Francia                                                                | 1 – 0                                                                  | Marocco                                                                | Amichevole                                                             | -                                                                      | 46’                                                                    |
| 10-2-1999                                                              | Londra                                                                 | Inghilterra                                                            | 0 – 2                                                                  | Francia                                                                | Amichevole                                                             | -                                                                      | 46’                                                                    |
| 27-3-1999                                                              | Saint-Denis                                                            | Francia                                                                | 0 – 0                                                                  | Ucraina                                                                | Qual. Euro 2000                                                        | -                                                                      | 84’                                                                    |
| 31-3-1999                                                              | Saint-Denis                                                            | Francia                                                                | 2 – 0                                                                  | Armenia                                                                | Qual. Euro 2000                                                        | -                                                                      | 69’                                                                    |
| 5-6-1999                                                               | Saint-Denis                                                            | Francia                                                                | 2 – 3                                                                  | Russia                                                                 | Qual. Euro 2000                                                        | -                                                                      | 88’                                                                    |
| 9-6-1999                                                               | Barcellona                                                             | Andorra                                                                | 0 – 1                                                                  | Francia                                                                | Qual. Euro 2000                                                        | -                                                                      | 60’                                                                    |
| 18-8-1999                                                              | Belfast                                                                | Irlanda del Nord                                                       | 0 – 1                                                                  | Francia                                                                | Amichevole                                                             | -                                                                      |                                                                        |
| 4-9-1999                                                               | Kiev                                                                   | Ucraina                                                                | 0 – 0                                                                  | Francia                                                                | Qual. Euro 2000                                                        | -                                                                      | 73’                                                                    |
| 13-11-1999                                                             | Saint-Denis                                                            | Francia                                                                | 3 – 0                                                                  | Croazia                                                                | Amichevole                                                             | 1                                                                      | 59’                                                                    |
| 23-2-2000                                                              | Saint-Denis                                                            | Francia                                                                | 1 – 0                                                                  | Polonia                                                                | Amichevole                                                             | -                                                                      | 57’                                                                    |
| 29-3-2000                                                              | Glasgow                                                                | Scozia                                                                 | 0 – 2                                                                  | Francia                                                                | Amichevole                                                             | -                                                                      | 71’                                                                    |
| 26-4-2000                                                              | Saint-Denis                                                            | Francia                                                                | 3 – 2                                                                  | Slovenia                                                               | Amichevole                                                             | -                                                                      | 63’                                                                    |
| 28-5-2000                                                              | Zagabria                                                               | Croazia                                                                | 0 – 2                                                                  | Francia                                                                | Amichevole                                                             | 1                                                                      | 46’                                                                    |
| 4-6-2000                                                               | Casablanca                                                             | Giappone                                                               | 2 – 2 (2 – 4 dtr)                                                      | Francia                                                                | Amichevole                                                             | -                                                                      | 46’                                                                    |
| 21-6-2000                                                              | Amsterdam                                                              | Paesi Bassi                                                            | 3 – 2                                                                  | Francia                                                                | Euro 2000 - 1º turno                                                   | -                                                                      |                                                                        |
| 28-6-2000                                                              | Bruxelles                                                              | Francia                                                                | 2 – 1 gg                                                               | Portogallo                                                             | Euro 2000 - Semifinale                                                 | -                                                                      | 87’                                                                    |
| 2-7-2000                                                               | Rotterdam                                                              | Francia                                                                | 2 – 1 gg                                                               | Italia                                                                 | Euro 2000 - Finale                                                     | -                                                                      | 86’                                                                    |
| 16-8-2000                                                              | Marsiglia                                                              | Francia                                                                | 5 – 1                                                                  | World Stars                                                            | Amichevole                                                             | 1                                                                      | 46’                                                                    |
| 2-9-2000                                                               | Saint-Denis                                                            | Francia                                                                | 1 – 1                                                                  | Inghilterra                                                            | Amichevole                                                             | -                                                                      | 65’                                                                    |
| 27-2-2001                                                              | Saint-Denis                                                            | Francia                                                                | 1 – 0                                                                  | Germania                                                               | Amichevole                                                             | -                                                                      | 54’                                                                    |
| 24-3-2001                                                              | Saint-Denis                                                            | Francia                                                                | 5 – 0                                                                  | Giappone                                                               | Amichevole                                                             | -                                                                      | 58’                                                                    |
| 28-3-2001                                                              | Valencia                                                               | Spagna                                                                 | 2 – 1                                                                  | Francia                                                                | Amichevole                                                             | -                                                                      | 58’                                                                    |
| 25-4-2001                                                              | Saint-Denis                                                            | Francia                                                                | 4 – 0                                                                  | Portogallo                                                             | Amichevole                                                             | -                                                                      |                                                                        |
| 30-5-2001                                                              | Taegu                                                                  | Francia                                                                | 5 – 0                                                                  | Corea del Sud                                                          | Conf. Cup 2001 - 1º turno                                              | -                                                                      | 84’                                                                    |
| 1-6-2001                                                               | Taegu                                                                  | Australia                                                              | 1 – 0                                                                  | Francia                                                                | Conf. Cup 2001 - 1º turno                                              | -                                                                      | 74’ 90+1’                                                              |
| 3-6-2001                                                               | Ulsan                                                                  | Francia                                                                | 4 – 0                                                                  | Messico                                                                | Conf. Cup 2001 - 1º turno                                              | 1                                                                      | 85’                                                                    |
| 7-6-2001                                                               | Suwon                                                                  | Francia                                                                | 2 – 1                                                                  | Brasile                                                                | Conf. Cup 2001 - Semifinale                                            | 1                                                                      |                                                                        |
| 10-6-2001                                                              | Yokohama                                                               | Giappone                                                               | 0 – 1                                                                  | Francia                                                                | Conf. Cup 2001 - Finale                                                | -                                                                      | [ 12 ]                                                                 |
| 15-8-2001                                                              | Nantes                                                                 | Francia                                                                | 1 – 0                                                                  | Danimarca                                                              | Amichevole                                                             | 1                                                                      | 64’                                                                    |
| 1-9-2001                                                               | Santiago del Cile                                                      | Cile                                                                   | 2 – 1                                                                  | Francia                                                                | Amichevole                                                             | -                                                                      | 69’                                                                    |
| 6-10-2001                                                              | Saint-Denis                                                            | Francia                                                                | 4 – 1                                                                  | Algeria                                                                | Amichevole                                                             | 1                                                                      |                                                                        |
| 11-11-2001                                                             | Melbourne                                                              | Australia                                                              | 1 – 1                                                                  | Francia                                                                | Amichevole                                                             | -                                                                      |                                                                        |
| 13-2-2002                                                              | Saint-Denis                                                            | Francia                                                                | 2 – 1                                                                  | Romania                                                                | Amichevole                                                             | -                                                                      |                                                                        |
| 12-2-2003                                                              | Saint-Denis                                                            | Francia                                                                | 0 – 2                                                                  | Rep. Ceca                                                              | Amichevole                                                             | -                                                                      | 46’                                                                    |
| 30-4-2003                                                              | Saint-Denis                                                            | Francia                                                                | 5 – 0                                                                  | Egitto                                                                 | Amichevole                                                             | 1                                                                      | 65’                                                                    |
| 18-6-2003                                                              | Lione                                                                  | Francia                                                                | 1 – 0                                                                  | Colombia                                                               | Conf. Cup 2003 - 1º turno                                              | -                                                                      | 61’                                                                    |
| 20-6-2003                                                              | Saint-Étienne                                                          | Francia                                                                | 2 – 1                                                                  | Giappone                                                               | Conf. Cup 2003 - 1º turno                                              | 1                                                                      | Cap.                                                                   |
| 22-6-2003                                                              | Saint-Denis                                                            | Francia                                                                | 5 – 0                                                                  | Nuova Zelanda                                                          | Conf. Cup 2003 - 1º turno                                              | 1                                                                      | 76’                                                                    |
| 26-6-2003                                                              | Saint-Denis                                                            | Francia                                                                | 3 – 2                                                                  | Turchia                                                                | Conf. Cup 2003 - Semifinale                                            | 1                                                                      | 69’                                                                    |
| 29-6-2003                                                              | Saint-Denis                                                            | Francia                                                                | 1 – 0 dts                                                              | Camerun                                                                | Conf. Cup 2003 - Finale                                                | -                                                                      | 65’                                                                    |
| 20-8-2003                                                              | Ginevra                                                                | Svizzera                                                               | 0 – 2                                                                  | Francia                                                                | Amichevole                                                             | -                                                                      | 61’                                                                    |
| 6-9-2003                                                               | Saint-Denis                                                            | Francia                                                                | 5 – 0                                                                  | Cipro                                                                  | Qual. Euro 2004                                                        | -                                                                      |                                                                        |
| 10-9-2003                                                              | Lubiana                                                                | Slovenia                                                               | 0 – 2                                                                  | Francia                                                                | Qual. Euro 2004                                                        | -                                                                      | 79’                                                                    |
| 11-10-2003                                                             | Saint-Denis                                                            | Francia                                                                | 3 – 0                                                                  | Israele                                                                | Qual. Euro 2004                                                        | -                                                                      | 85’                                                                    |
| 15-11-2003                                                             | Gelsenkirchen                                                          | Germania                                                               | 0 – 3                                                                  | Francia                                                                | Amichevole                                                             | -                                                                      | 63’ 73’                                                                |
| 18-2-2004                                                              | Bruxelles                                                              | Belgio                                                                 | 0 – 2                                                                  | Francia                                                                | Amichevole                                                             | -                                                                      | 46’                                                                    |
| 20-5-2004                                                              | Saint-Denis                                                            | Francia                                                                | 0 – 0                                                                  | Brasile                                                                | Amichevole                                                             | -                                                                      | 46’                                                                    |
| 28-5-2004                                                              | Montpellier                                                            | Francia                                                                | 4 – 0                                                                  | Andorra                                                                | Amichevole                                                             | -                                                                      |                                                                        |
| 6-6-2004                                                               | Saint-Denis                                                            | Francia                                                                | 1 – 0                                                                  | Ucraina                                                                | Amichevole                                                             | -                                                                      | 83’                                                                    |
| 13-6-2004                                                              | Lisbona                                                                | Francia                                                                | 2 – 1                                                                  | Inghilterra                                                            | Euro 2004 - 1º turno                                                   | -                                                                      | 49’ 76’                                                                |
| 17-6-2004                                                              | Leiria                                                                 | Croazia                                                                | 2 – 2                                                                  | Francia                                                                | Euro 2004 - 1º turno                                                   | -                                                                      | 70’                                                                    |
| 21-6-2004                                                              | Coimbra                                                                | Svizzera                                                               | 1 – 3                                                                  | Francia                                                                | Euro 2004 - 1º turno                                                   | -                                                                      |                                                                        |
| 25-6-2004                                                              | Lisbona                                                                | Francia                                                                | 0 – 1                                                                  | Grecia                                                                 | Euro 2004 - Quarti di finale                                           | -                                                                      | 79’                                                                    |
| 18-8-2004                                                              | Rennes                                                                 | Francia                                                                | 1 – 1                                                                  | Bosnia ed Erzegovina                                                   | Amichevole                                                             | -                                                                      | 46’                                                                    |
| 4-9-2004                                                               | Saint-Denis                                                            | Francia                                                                | 0 – 0                                                                  | Israele                                                                | Qual. Mondiali 2006                                                    | -                                                                      | 66’                                                                    |
| 8-9-2004                                                               | Tórshavn                                                               | Fær Øer                                                                | 0 – 2                                                                  | Francia                                                                | Qual. Mondiali 2006                                                    | -                                                                      |                                                                        |
| 9-10-2004                                                              | Saint-Denis                                                            | Francia                                                                | 0 – 0                                                                  | Irlanda                                                                | Qual. Mondiali 2006                                                    | -                                                                      |                                                                        |
| 13-10-2004                                                             | Nicosia                                                                | Cipro                                                                  | 0 – 2                                                                  | Francia                                                                | Qual. Mondiali 2006                                                    | -                                                                      | 46’                                                                    |
| Totale                                                                 |                                                                        | Presenze                                                               | 79                                                                     |                                                                        | Reti                                                                   | 14                                                                     |                                                                        |

## Palmarès

### Club
- Coppa di Lega francese: 1

Metz: 1995-1996
- Campionato inglese: 2

Arsenal: 2001-2002, 2003-2004
- Coppa d'Inghilterra: 3

Arsenal: 2001-2002, 2002-2003, 2004-2005
- Community Shield: 2

Arsenal: 2002, 2004

### Nazionale
- Campionato mondiale: 1

Francia 1998
- Campionato d'Europa: 1

Belgio-Paesi Bassi 2000
- Confederations Cup: 2

Corea del Sud-Giappone 2001, France 2003

### Individuale
- Trophées UNFP du football: 1

Miglior giovane della Division 1: 1996
- Pallone d'oro della FIFA Confederations Cup: 1

2001
- Scarpa d'oro della FIFA Confederations Cup: 1

2001 (2 gol)
- Giocatore dell'anno della FWA: 1

2002